# Frank Perconte
Frank J. Perconte (Joliet, 10 de março de 1917 – Joliet, 24 de Outubro de 2013) foi um sargento da Easy Company, 2º Batalhão, 506º Regimento de Infantaria Pára-quedistas, 101a Divisão Aerotransportada do Exército dos Estados Unidos durante a Segunda Guerra Mundial. Ele foi interpretado por James Madio na minissérie da HBO Band of Brothers.

## Juventude
Frank Perconte nasceu e cresceu em Joliet, Illinois. Seus pais eram José Perconte, que morreu em 1929, e Maria Carbone. Ele freqüentou escolas paroquiais. Graduou-se na Joliet Central High School em 1935. Depois da escola durante a Grande Depressão, ele e alguns de seus amigos se mudaram para Gary, Indiana e Frank trabalhou em uma usina siderúrgica. Alistou-se em 17 de agosto de 1942, em Chicago, Illinois e foi um dos primeiros soldados atribuídos a Easy Company.

## O serviço militar
Perconte era um sargento no primeiro pelotão. Ele participou de assalto aéreo na França no Dia D, participou também da Operação Market Garden e da Batalha do Bulge. No ataque da Easy a cidade de Foy em 13 de janeiro de 1945, ele foi baleado nas nádegas por um atirador alemão. Frank ficou fora de ação por alguns dias antes de se juntar a Easy na cidade de Haguenau.
No final de abril de 1945, Perconte juntamente com Denver Randleman, e alguns outros estavam patrulhando uma área fora da sede da Companhia E, e ao longo do caminho, descobriram o campo de concentração Kaufering em Landsberg, na Alemanha. Frank correu de volta para sede e alertou Major Richard Winters. Junto com Perconte e Winters, o resto do Easy se juntou a eles na viagem de volta ao acampamento.

## Anos Posteriores
Frank sobreviveu à guerra e voltou para casa para se tornar um carteiro. Ele atualmente vive em Joliet, Illinois. O sobrinho de Frank, Jack Perconte, jogou beisebol da liga principal na década de 1980 com o Los Angeles Dodgers, Cleveland Indians, Seattle Mariners, e Chicago White Sox.
Ele é um dos 20 colaboradores do livro We Who Are Alive and Remain: Untold Stories from the Band of Brothers, publicado pela Penguin/Berkley calibre.